# Inkhundla Mhlume
L'Inkhundla Mhlume è uno degli undici tinkhundla del distretto di Lubombo, nell'eSwatini.

## Geografia antropica

### Suddivisioni amministrative
L'Inkhundla è suddiviso nei 5 seguenti imiphakatsi: Mhlume, Simunye, Tabankulu, Tshaneni, Vuvulane.